# Michel Dailly
 (février 2020).
Si vous disposez d'ouvrages ou d'articles de référence ou si vous connaissez des sites web de qualité traitant du thème abordé ici, merci de compléter l'article en donnant les références utiles à sa vérifiabilité et en les liant à la section « Notes et références ».
Pour les articles homonymes, voir Dailly (homonymie).
Michel Dailly est un ancien arbitre international de football français, né le 21 février 1943 dans le 6e arrondissement de Lyon et mort le 26 mai 2022 à Pont-Évêque,.

## Biographie
Joueur de football d'un bon niveau régional en Rhône-Alpes, en 1964 il relance le club de football de Pont-Évêque, près de Vienne dans l'Isère (département) où il vient de se marier. Entraîneur-joueur après trois ans de montées successives, il est contesté dans son rôle d'entraîneur et en 1967 il démissionne pour se lancer dans l'arbitrage. Il gravit les échelons le plus rapidement qu'il soit permis de faire à cette époque, major de sa promotion en 1973 lors de l'examen d'arbitre national. Il mène alors de front son activité d'arbitre et sa carrière professionnelle au sein des industries électriques et gazières comme cadre maison et représentant syndical de Force ouvrière de 1961 jusqu'à sa retraite en 2003, dont les indemnités permettent juste de couvrir les frais et de pouvoir payer une collation à ses partenaires.
Sa carrière arbitrale compte environ 1 500 matches arbitrés, 150 en Division 1 et une trentaine au niveau international en tant que juge de touche, sans avoir pu obtenir l'écusson FIFA.  Il arrête sa carrière sur le terrain en décembre 1984 à 41 ans, soit sept ans avant la limite d'âge pour répondre aux souhaits de ses collègues qui lui demandent de prendre la présidence de l'Union nationale des arbitres de football et il représente alors les arbitres au conseil fédéral de la Fédération française de football (FFF) de 1984 à 2000, aux côtés de Michel Platini, qui lui représente les joueurs de haut-niveau. Il est ainsi un des 18 dirigeants du football français lorsque la France gagne la Coupe du monde en 1998. En 1999, lors du Congrès de Toulouse de L'Union Nationale des Arbitres de Football, il est mis en minorité et doit laisser sa place à Bernard Saules.
En 1985, il demande au ministre des sports Alain Calmat qu'une loi puisse protéger les arbitres de football, mais celui-ci lui objecte qu’il est impossible de légiférer uniquement pour le football. Avec des présidents de commissions d'arbitrage de douze autres disciplines dont Nelson Paillou, lui-même ancien arbitre de handball, qui préside alors le Comité olympique français (ce qui rassure de nombreuses fédérations craignant la création d'un État dans l'État régi par les arbitres) et afin d'apporter une aide aux arbitres de tous les sports, il fonde alors l'Association française du corps arbitral multisports (AFCAM). Il en est le président de 1985 à 2010.  L'AFCAM rassemble le corps arbitral de plus de 80 disciplines et un total de 240 000 arbitres et juges. Le 19 mars 2010, il passe le relais de la présidence de l'AFCAM à Patrick Vajda, ex-arbitre international d'escrime, et à ses côtés dès 1985 et depuis cette date il est président honoraire. 
Au cours de sa présidence, les arbitres et l'AFCAM obtiennent l'établissement une liste des arbitres et juges sportifs de haut-niveau en 1994, une place au sein de la Commission nationale du sport de haut-niveau, une place de membre associé du CNOSF en 2003, la reconnaissance de l'AFCAM au sein du monde sportif comme représentant des arbitres et juges et enfin en 2006 un statut fiscal et social qui sécurise les arbitres. En 1987 il crée « les Césars de l'arbitrage » en honorant chaque année un arbitre de l'élite et un jeune arbitre de moins de 23 ans pour chaque discipline sportive membre de l'AFCAM, chaque lauréat étant choisi par sa propre discipline. Il milite également au sein de la Fédération des internationaux du sport français (FISF) où après avoir fait admettre les arbitres internationaux au sein de celle-ci, il occupe de 2012 à 2018 le poste de trésorier général. Il est également très actif à la fondation du bénévolat aux côtés du président fondateur Bernard Marie. Par ailleurs au niveau local, il apporte son expérience au sein de nombreuses associations dont l'Amicale pétanque de Seyssuel où il est secrétaire-trésorier.
Son décès accidentel est annoncé par l'AFCAM le 26 mai 2022.

## Études
Michel Dailly fait ses études secondaires à Lyon à l'École nationale professionnelle (ENP) la Martinière de 1957 à 1961 où il obtient un BTS, brevet de technicien supérieur.

## Honneurs
Titulaire de la médaille d'or de la jeunesse et des sports en 1985, il a été fait chevalier en 1986, puis officier en 1998 et enfin commandeur en 2008 de l'Ordre du Mérite, chevalier des Palmes académiques en 2005 et chevalier de la légion d'honneur en 2001.
En 2005 lors de l'AG de l'US Pont-l'Évêque football il est élu président d'honneur.